# 일반화된 f-평균
수학과 통계학에서 일반화된 f-평균(generalised f-mean)은 산술평균이나 기하평균과 같은 평균들을 함수 f(x)를 사용하여 일반화한 것이다.
실수 축의 연결된 부분집합 S를 실수로 대응시키는 함수 f가 주어지고, 이 f가 연속인 단사 함수일 때, n개의 수들 x1, x2, …, xn의 f-평균은 다음과 같이 정의된다.
{\displaystyle {\bar {x}}=f^{-1}\left({\frac {f(x_{1})+\cdots +f(x_{n})}{n}}\right)}
f가 연속이어야 한다는 조건은 {\displaystyle {\frac {f(x_{1})+\cdots +f(x_{n})}{n}}}가 역함수 f-1의 정의역에 포함되기 위하여 필요하다.
f가 연속이면서 단사 함수이기 때문에 f는 강한 단조 증가 함수이다. 따라서 f-평균은 {xi}의 가장 큰 숫자보다 크지 않으며, {xi}의 가장 작은 숫자보다 작지도 않다.

## 예시
- S가 실수 집합이고 f(x) = x일 때, f-평균은 산술평균이 된다.
- S가 양의 실수 집합이고 f(x) = logbx일 때, f-평균은 기하평균이 된다. 이 결과는 밑수 b가 어떤 값이든 로그 함수가 정의가 된다면 항상 참이다.
- S가 양의 실수 집합이고 f(x) = x-1일 때, f-평균은 조화평균이 된다.

## 같이 보기
- 평균
- 일반화된 평균